# Docosia laminosa
Docosia laminosa är en tvåvingeart som beskrevs av Ostroverkhova 1979. Docosia laminosa ingår i släktet Docosia och familjen svampmyggor. Inga underarter finns listade i Catalogue of Life.